# Кулідж (Аризона)
Кулідж (англ. Coolidge) — місто (англ. city) в США, в окрузі Пінал штату Аризона. Населення — 13 218 осіб (2020).

## Географія
Кулідж розташований за координатами 32°57′35″ пн. ш. 111°31′39″ зх. д. / 32.95972° пн. ш. 111.52750° зх. д. (32.959618, -111.527518). За даними Бюро перепису населення США в 2010 році місто мало площу 146,55 км², з яких 146,30 км² — суходіл та 0,25 км² — водойми. В 2017 році площа становила 188,51 км², з яких 188,14 км² — суходіл та 0,37 км² — водойми.

### Клімат
| Клімат : Кулідж         | Клімат : Кулідж | Клімат : Кулідж | Клімат : Кулідж | Клімат : Кулідж | Клімат : Кулідж | Клімат : Кулідж | Клімат : Кулідж | Клімат : Кулідж | Клімат : Кулідж | Клімат : Кулідж | Клімат : Кулідж | Клімат : Кулідж | Клімат : Кулідж |
| Показник                | Січ.            | Лют.            | Бер.            | Квіт.           | Трав.           | Черв.           | Лип.            | Серп.           | Вер.            | Жовт.           | Лист.           | Груд.           | Рік             |
| Абсолютний максимум, °C | 31,7            | 33,9            | 37,8            | 41,1            | 46,7            | 50,6            | 50,6            | 48,9            | 46,1            | 43,9            | 36,1            | 31,7            | 50,6            |
| Середній максимум, °C   | 19,4            | 21,7            | 25,0            | 30,0            | 35,6            | 40,6            | 41,1            | 40,0            | 37,8            | 32,2            | 24,4            | 18,9            | 30,6            |
| Середній мінімум, °C    | 2,2             | 3,9             | 6,7             | 10,0            | 15,0            | 19,4            | 24,4            | 23,3            | 20,0            | 13,3            | 5,6             | 2,2             | 12,2            |
| Абсолютний мінімум, °C  | −13,3           | −11,7           | −6,1            | −3,9            | 0,0             | 6,7             | 10,6            | 9,4             | 2,8             | −3,9            | −8,3            | −10             | −13,3           |
| Норма опадів, мм        | 25              | 27              | 27              | 9               | 6               | 1               | 28              | 33              | 19              | 16              | 15              | 28              | 234             |
| ----------------------- | --------------- | --------------- | --------------- | --------------- | --------------- | --------------- | --------------- | --------------- | --------------- | --------------- | --------------- | --------------- | --------------- |
| Джерело:                |                 |                 |                 |                 |                 |                 |                 |                 |                 |                 |                 |                 |                 |

## Пам'ятки

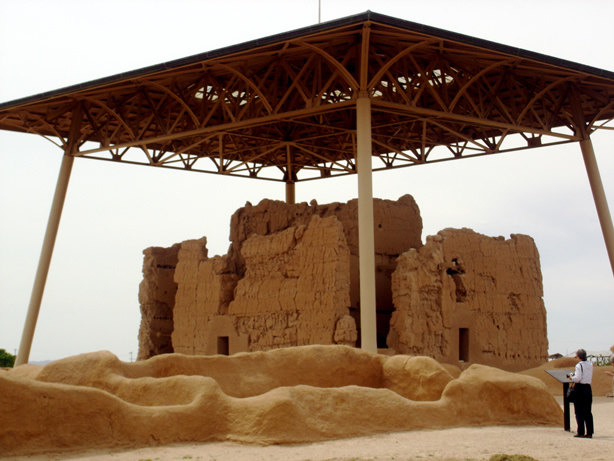
Руїни Каза-Ґранде

Найвідомішою пам'яткою Куліджа є руїни Каза-Ґранде, що знаходяться неподалік міста. Це перший археологічний заповідник країни, що був створений в 1892 році. Це місце було оголошене національним пам'ятником в 1918 році.

## Демографія
Згідно з переписом 2010 року, у місті мешкало 11 825 осіб у 3947 домогосподарствах у складі 2819 родин. Густота населення становила 81 особа/км². Було 4796 помешкань (33/км²).
Расовий склад населення:
| - 62,7 % — білих - 7,8 % — чорних або афроамериканців - 5,7 % — корінних американців - 1,0 % — азіатів - 0,1 % — вихідців з тихоокеанських островів - 17,7 % — осіб інших рас |

До двох чи більше рас належало 5,0 %. Частка іспаномовних становила 42,0 % від усіх жителів.
За віковим діапазоном населення розподілялося таким чином: 32,1 % — особи молодші 18 років, 57,6 % — особи у віці 18—64 років, 10,3 % — особи у віці 65 років та старші. Медіана віку мешканця становила 31,0 року. На 100 осіб жіночої статі у місті припадало 94,5 чоловіків; на 100 жінок у віці від 18 років та старших — 89,4 чоловіків також старших 18 років.
Середній дохід на одне домашнє господарство становив 47 604 долари США (медіана — 39 621), а середній дохід на одну сім'ю — 53 371 долар (медіана — 45 417). Медіана доходів становила 38 984 долари для чоловіків та 33 816 доларів для жінок. За межею бідності перебувало 27,4 % осіб, у тому числі 38,5 % дітей у віці до 18 років та 15,5 % осіб у віці 65 років та старших.
Цивільне працевлаштоване населення становило 4098 осіб. Основні галузі зайнятості: освіта, охорона здоров'я та соціальна допомога — 22,4 %, публічна адміністрація — 20,2 %, роздрібна торгівля — 12,4 %, науковці, спеціалісти, менеджери — 9,9 %.